# Boże Narodzenie
Święta Bożego Narodzenia, Narodzenie Pańskie – w tradycji chrześcijańskiej – święto upamiętniające narodziny Jezusa Chrystusa. Jest to stała uroczystość liturgiczna przypadająca na 25 grudnia. Boże Narodzenie poprzedzone jest okresem (trwającym od 23 do 28 dni i obejmującym cztery niedziele) zwanym adwentem. W Kościele katolickim jest to święto nakazane.
W Kościołach, które nadal celebrują liturgię według kalendarza juliańskiego (tzw. Kościoły wschodnie, głównie Cerkiew greckokatolicka i Kościół prawosławny), Boże Narodzenie przypada na 25 grudnia kalendarza juliańskiego, tzn. obecnie 7 stycznia kalendarza gregoriańskiego.

## Geneza i historia święta

### Okres przed powstaniem święta

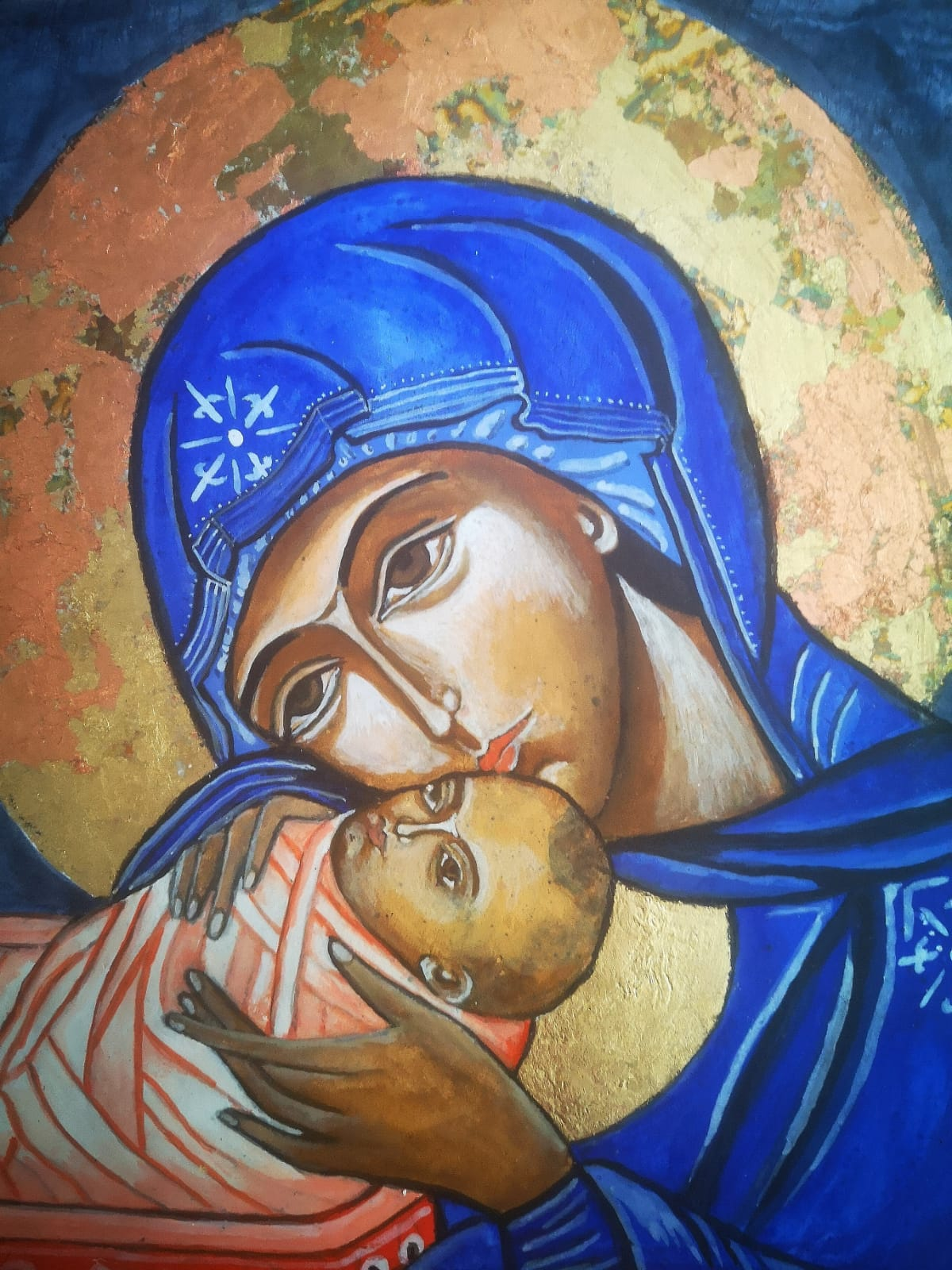
Maryja z dzieciątkiem – Ikona

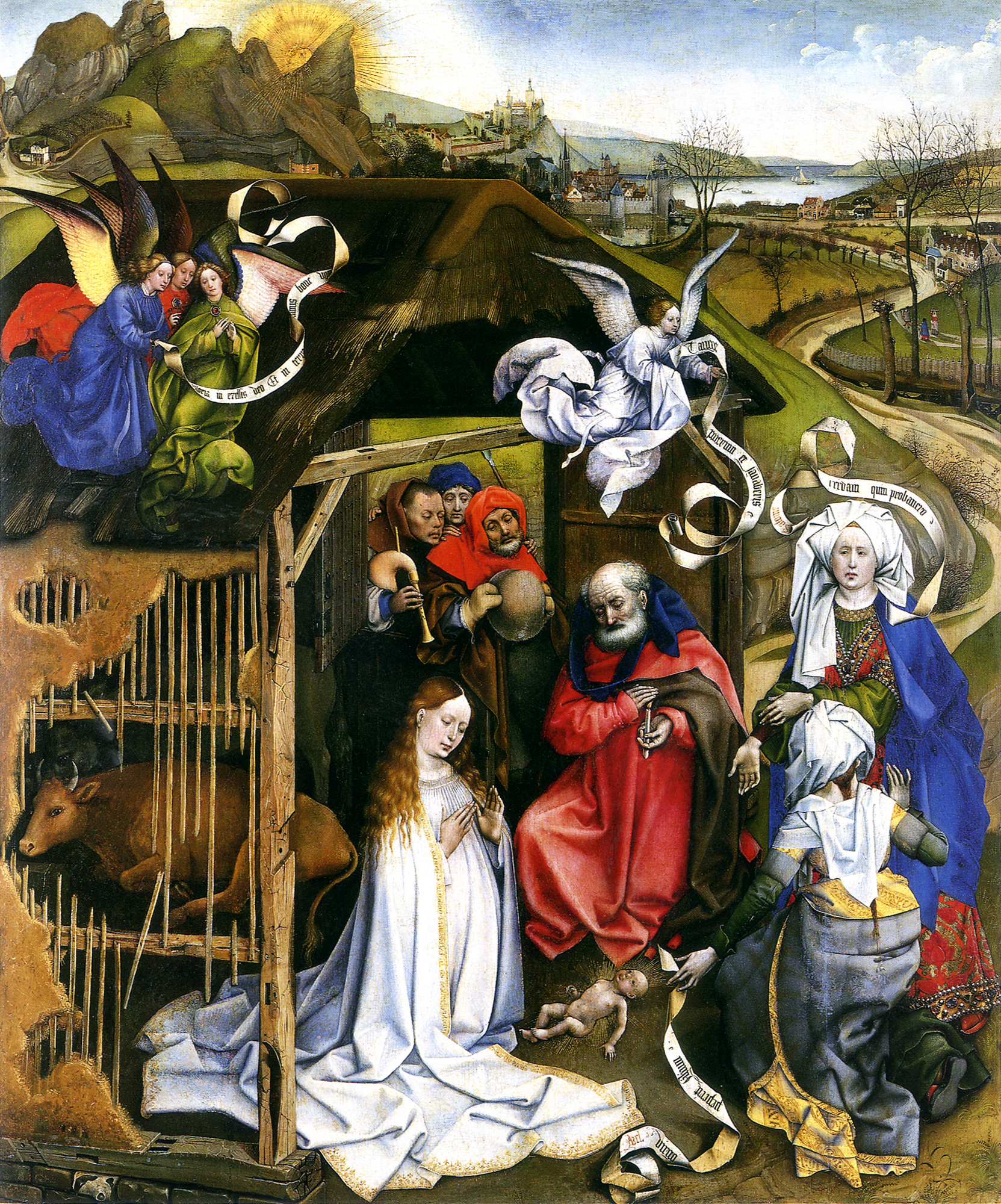
Boże Narodzenie według Roberta Campina

Ścisłe określenie czasu powstania liturgicznego święta narodzin Chrystusa, podobnie jak i powód umieszczenia go w kalendarzu liturgicznym w dniu 25 grudnia, jest kwestią nadal dyskutowaną przez uczonych. Według dostępnych źródeł święto wprowadzono najpierw w Rzymie w IV lub pod koniec III wieku.
Z przekazów Klemensa Aleksandryjskiego wiadomo, że różne daty były podawane za dzień narodzin Chrystusa: 19 kwietnia, 20 maja, a Klemens wskazywał na dzień 17 listopada.
W II wieku n.e. w Egipcie pojawiło się święto Bożego Narodzenia obchodzone w Pierwszym Peretcie w dniu 6 stycznia, dokładnie jedenastego dnia Tybi – dniu urodzin boga Słońca Ajona – patrona misteriów mitraistycznych czy Ozyrysa – boga śmierci i odrodzonego życia, bardzo stary kult sięgający połowy III wieku p.n.e., nazwany później przez Greków misteriami. Rocznica urodzin Chrystusa została przeniesiona przez Kościół w roku 353 na dzień 25 grudnia, czyli na dzień narodzin Mitry – niepokonanego boskiego Słońca.
Kult Mitry był bardzo popularny w Rzymie oraz na Bliskim Wschodzie. Gdy chrześcijaństwo stało się religią państwową, chrześcijanie, aby osłabić kult Mitry, przyjęli, że 25 grudnia, do tej pory obchodzony jako dzień urodzin Mitry, będzie dniem narodzin Jezusa. Święto Bożego Narodzenia zostało chętnie zaakceptowane, ponieważ było wariantem pogańskiego święta Ajona – święta przesunięcia Słońca. Celebracja święta dokonywała się w podziemnym adytonie w nocy z 24 grudnia na 25 i około północy spełniano obrzędy konsekracyjne. O świcie wierni uczestniczyli w procesji z miejsca kultu, niosąc statuetkę dziecka jako symbol urodzonego Boga-Słońca przez dziewicę nazywaną Dea Caelestis (Tanit), obca bogini rzymska (peregrina sacra).

### Powstanie święta
Przez pierwsze trzysta lat istnienia chrześcijaństwa narodziny Chrystusa miały znaczenie tylko ze względu na jego genealogię (por. Łk 3,23–38; Mt 1, 1–17), potwierdzającą, że jest Mesjaszem. Według nauczania Kościoła powszechnego pierwszym i głównym świętem chrześcijan była niedziela, jako wspomnienie misterium paschalnego. Od drugiego wieku doszedł doroczny obchód śmierci i zmartwychwstania Chrystusa – Wielkanoc. W Imperium Rzymskim niedzielne świętowanie Chrystusa-światłości nadało chrześcijański sens łacińskiej nazwie tego dnia: „dies solis” (dzień słońca, por. ang. Sunday, niem. Sonntag). W tym pierwszym okresie nie obchodzono więc Bożego Narodzenia i nie interesowano się szczególnie datą urodzin Jezusa.
Pierwszą zachowaną wzmianką wskazującą istnienie publicznych celebracji liturgicznych święta narodzin Chrystusa jest notatka w dziele Chronograf z 354 roku (zredagowana już w 336 r.), znajdującym się obecnie w zbiorach Biblioteki Watykańskiej. Notatka została umieszczona w części dzieła poświęconej wspomnieniom liturgicznym męczenników, tzw. Depositio Martyrum. Przed listą męczenników czczonych tego dnia (tzn. konkretnie VIII Calendas lanuarii, czyli 25 grudnia) umieszczono wpis o narodzinach Chrystusa w Betlejem w Judei, co sugeruje, że była to informacja o obchodach liturgicznych tego wydarzenia.
Możliwe, że święto Bożego Narodzenia zostało przyjęte przez Kościół po zwycięstwie cesarza Konstantyna Wielkiego nad Maksencjuszem w 312 lub nad Licyniuszem w 324 roku. Wtedy data powstania święta przypadałaby nie wcześniej niż na rok 313. Jeśli święto to było chrześcijańską reakcją na podniesienie do rangi święta państwowego święta Natalis Solis Invicti (narodzin boga Słońca) przez cesarza Aureliana, początki obchodu Bożego Narodzenia byłyby wcześniejsze, sięgałyby roku 300 lub nawet 275.

### Dzień 25 grudnia
W Ewangeliach nie jest wspomniana data narodzin Jezusa Chrystusa. Najstarszym znanym obecnie autorem, który pisał o narodzinach Jezusa Chrystusa w grudniu, jest Hipolit Rzymski. W datowanym na 204 rok Komentarzu do Księgi Daniela (4,23,3) napisał on: Pierwsze przyjście Pana naszego wcielonego, który narodził się w Betlejem miało miejsce ósmego dnia przed kalendami styczniowymi (tzn. 25 grudnia). Dzień 25 grudnia jako datę dzienną narodzin Chrystusa podał też rzymski historyk chrześcijański Sekstus Juliusz Afrykański w swojej Chronographiai z roku 221.
Istnieją różne wyjaśnienia obrania tego dnia dla liturgicznej celebracji Bożego Narodzenia. Najbardziej popularna wśród uczonych interpretacja uznaje, że chrześcijanie, nie znając faktycznej daty narodzin Chrystusa, obrali tę datę jako symboliczną. Był to dzień bliski dniowi przesilenia zimowego. W II–IV wieku 25 grudnia obchodzono dzień urodzin Mitry. Cesarz Aurelian nakazał w 274 roku, by w tym dniu obchodzono święto synkretycznego kultu Sol Invictus – narodziny boga Słońca. Świętowanie narodzin Boga-Człowieka, Jezusa Chrystusa, nazywanego „Słońcem sprawiedliwości” (Ml 3,20), „Światłością świata” (J 8,12), „Światłem na oświecenie pogan” (Łk 2,32; por. Łk 1,78–79), było chrześcijańską odpowiedzią na ten kult pogański. Interpretację tę popierają m.in. H. Usener, B. Botte, H. Frank, J.A. Jungmann.
Inni historycy starożytnego chrześcijaństwa, jak L. Duchesne, H. Engberding, L. Fendt, A. Strobel uważają, że wybór daty był inspirowany apokryfami Nowego Testamentu, które mówiły, że poczęcie Chrystusa dokonało się 25 marca. Stąd obliczono, że jego narodzenie powinno przypadać dziewięć miesięcy później: 25 grudnia. Joseph Ratzinger w swojej książce Duch liturgii zwrócił uwagę m.in. na fakt, iż w tradycji judaistycznej data 25 marca uznawana była za dzień stworzenia świata, w związku z czym chrześcijanie obchodzili ten dzień także jako wspomnienie poczęcia Jezusa (święto Zwiastowania) oraz jego męczeńskiej śmierci.

### Rozwój święta
Liturgiczne święto Bożego Narodzenia rozprzestrzeniło się począwszy od IV wieku w Kościele zachodnim szybko. Sprzyjało temu przyjęcie go na dworze cesarskim Konstantyna Wielkiego. Święto wspierało przyjęcie dogmatu o bóstwie Jezusa Chrystusa ogłoszonego przez Sobór nicejski I (325 r.) i tym samym było pomocą w walce z arianizmem, negującym boską naturę Chrystusa.
Optat z Milewe dał świadectwo obchodzenia święta Bożego Narodzenia w rzymskiej prowincji Afryki około 360 roku. W Hiszpanii mówił o nim synod w Saragossie około 380 roku oraz list mnicha Bachiariusza. Pod koniec IV wieku święto to pojawiło się także w północnej Italii.
Celebracja święta Bożego Narodzenia stawała się popularna także w Kościele wschodnim. Wcześniej, na Wschodzie rocznicę narodzenia Chrystusa obchodzono w uroczystość Epifanii, która przypadała 6 stycznia. Dzień ten był jednocześnie na Wschodzie dniem zimowego przesilenia. Świadectwo obchodów Bożego Narodzenia 25 grudnia w Kapadocji około 370 roku dał Bazyli Wielki. W Konstantynopolu około 380 roku mówi o nim Grzegorz z Nazjanzu. Zaś Jan Chryzostom w Antiochii w 386 roku, Cyryl Aleksandryjski w Aleksandrii w 432 roku. W Jerozolimie w czasie, gdy odwiedziła ją Egeria i gdy mieszkał w Betlejem Hieronim ze Strydonu, znano tam tylko święto Epifanii. Boże Narodzenie zaczął świętować patriarcha Juwenal (418–458). Wkrótce potem zostało ono w Jerozolimie zniesione, a następnie wprowadzone w VI – VII wieku. We wschodnim chrześcijaństwie najdłużej święto Epifanii jako obchód dnia narodzenia Chrystusa zachował Kościół ormiański. Boże Narodzenie wprowadzono w nim dopiero w 1306 roku.

## Wyznania chrześcijańskie nieobchodzące świąt Bożego Narodzenia
Niektóre wyznania chrześcijańskie nie obchodzą świąt Bożego Narodzenia. Na przykład Świadkowie Jehowy nie obchodzą go z kilku powodów. Uważają, że Jezus swoim naśladowcom nakazał obchodzenie tylko jednego święta – rocznicy Wieczerzy Pańskiej – potocznie nazywanej Pamiątką śmierci Jezusa Chrystusa, wiosną w dniu odpowiadającym 14 nisan według biblijnego kalendarza księżycowego. Uważają, że ze względu na pogańskie korzenie tego święta chrześcijanie nie powinni go obchodzić, a kolejnym ich argumentem jest to, że data 25 grudnia nie jest prawdziwą datą narodzin Jezusa. Powołują się też na zbieżność tradycji tych świąt z religiami pogańskimi oraz uważają, że pierwsi chrześcijanie nie chcieli ustalać daty narodzin Jezusa.
Również Kościół Boży Dnia Siódmego odrzuca świętowanie Bożego Narodzenia jako praktykę uważaną za niebiblijną. Podobnie jak Kościół Adwentystów Dnia Siódmego, który twierdzi, że brak jest wyraźnych podstaw biblijnych ku takiej praktyce, a ponadto niemożność ustalenia daty narodzin Chrystusa i pogańskie pochodzenia daty 25 grudnia. Chrześcijańska Wspólnota Zielonoświątkowa jest jednym z mniejszości wyznań protestanckich, które nie obchodzą świąt Bożego Narodzenia. Inne wspólnoty, które odrzucają świętowanie Bożego Narodzenia to m.in. niektórzy Żydzi mesjanistyczni, Prawdziwy Kościół Jezusa, Iglesia ni Cristo, Kongregacja Chrześcijan, Chrześcijański Zbór w Stanach Zjednoczonych oraz niektóre reformowane i fundamentalistyczne kościoły różnych wyznań, w tym niektóre z ruchu uświęceniowego.

## Zwyczaje

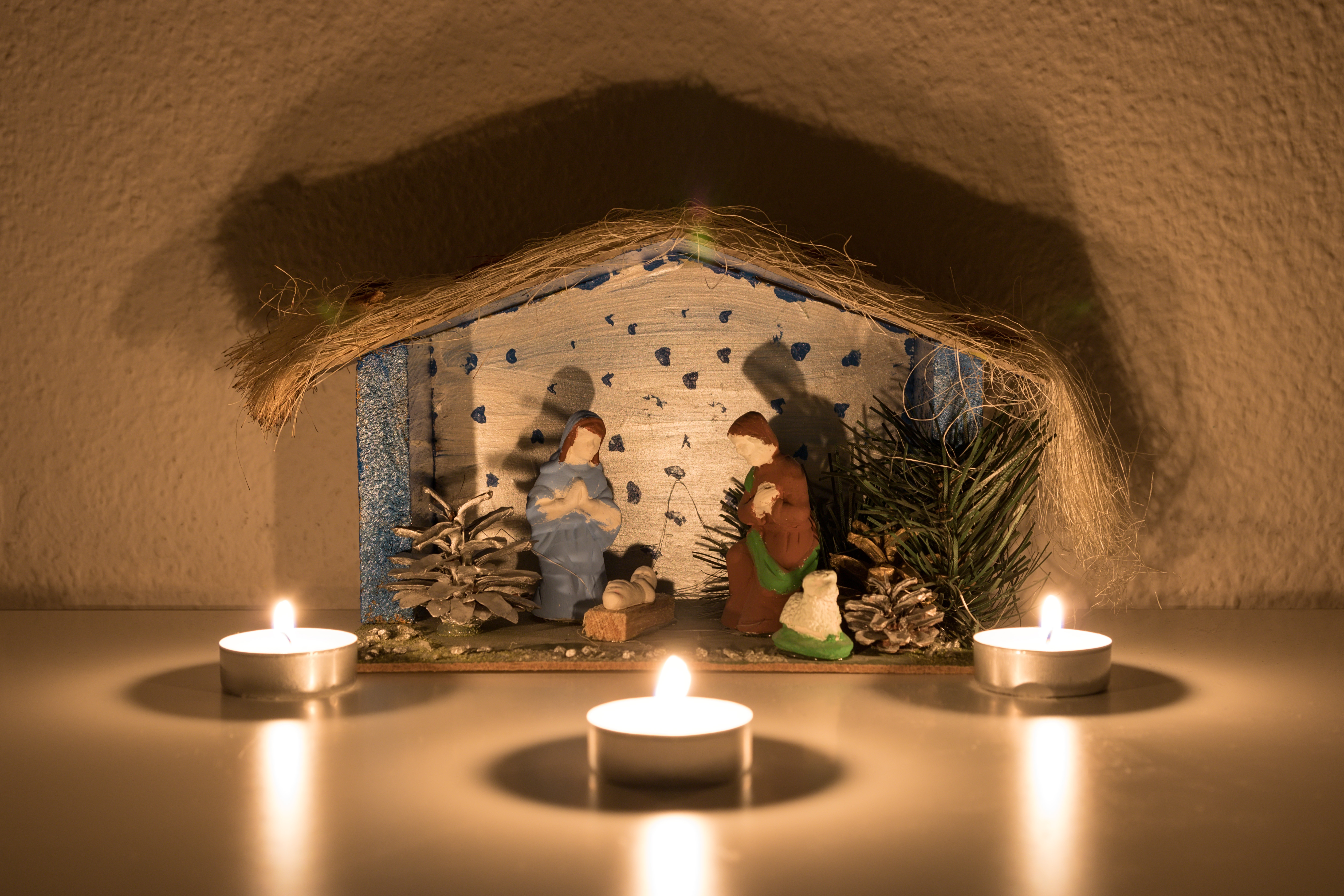
Szopka

### Wigilia Bożego Narodzenia
W niektórych Kościołach chrześcijańskich święta Bożego Narodzenia zaczynają się od dnia poprzedzającego rocznicę narodzin Jezusa – Wigilii (wieczór 24 grudnia), zwanej w Polsce regionalnie Gwiazdką. W dniu tym tradycją w Polsce jest post jakościowy (bezmięsny, w pewnych regionach kraju jest to post ścisły). Punktem kulminacyjnym dnia jest uroczysta kolacja, do której tradycja nakazywała zasiadać po pojawieniu się na niebie pierwszej gwiazdki, na pamiątkę gwiazdy prowadzącej Trzech Króli do stajenki.
Świętowanie Wigilii ani tradycyjny post w tym dniu nie są wspólne wszystkim chrześcijanom, np. protestanci nie zachowali specjalnych przepisów odnośnie do jedzenia lub niejedzenia mięsa. Chrześcijan prawosławnych obowiązuje w tym dniu ścisły post, aż do kolacji wigilijnej. W Polsce również i mniejszości wyznaniowe przestrzegają wigilijnego postu ze względu na specyficzną tradycję kraju. Obowiązek postu zniesiono w Kościele katolickim w roku 1983 (Nowy kodeks prawa kanonicznego), w Polsce episkopat podtrzymywał post wigilijny specjalnym dokumentem aż do roku 2003 – od tego czasu post w Wigilię jest jedynie zalecany.
Polska literatura kulinarna (np. Lemnis Vitry) podaje, że liczba gości w czasie wieczerzy wigilijnej powinna być parzysta (plus jeden talerz dla nieobecnych/zmarłych/niespodziewanych przybyszów/Dzieciątka). Natomiast nie ma zgodności co do liczby potraw: według niektórych źródeł powinna ona wynosić 12, zaś w innych podkreśla się, że winna być nieparzysta, generalnie 13 u magnatów, 11 u szlachty, 9 u mieszczaństwa. To 13 potraw jest górną granicą, ale według księcia J.O. Radziwiłła, można spróbować wszystkich ryb, które są liczone jako jedno danie.

### Pasterka
W nocy, najczęściej o północy, w kościołach katolickich rozpoczyna się uroczysta msza zwana Pasterką. Następny dzień (25 grudnia) jest nazywany Bożym Narodzeniem, a 26 grudnia to w Polsce drugi dzień świąt obchodzony na pamiątkę św. Szczepana, pierwszego męczennika za wiarę chrześcijańską. Kolorem liturgicznym w okresie Bożego Narodzenia jest kolor biały.
W krajach o tradycji katolickiej, prawosławnej i protestanckiej pierwszy dzień Bożego Narodzenia jest dniem wolnym od pracy. W większości krajów (w tym w Polsce) wolny od pracy jest również drugi dzień Bożego Narodzenia (w Wielkiej Brytanii zwany Boxing Day).

### Atrybuty Bożego Narodzenia
Większość symboli Bożego Narodzenia ma swoje źródło w wierzeniach pogańskich. Choinka od wieków była podczas przeróżnych świąt obwieszana świecidełkami. Ostrokrzew służył Celtom do obłaskawiania chochlików, a jemioła do praktyk okultystycznych. Również wyznawcy Mitry i osoby obchodzące rzymskie Saturnalia obdarowywały się prezentami.
W Polsce obchodzone jest jako święto spędzane w gronie rodzinnym.
Typowymi atrybutami są:
- opłatek,
- kolędy i pastorałki,
- choinka, a często i szopka bożonarodzeniowa,
- prezenty,
- postać obdarowująca dzieci i dorosłych prezentami: zazwyczaj rolę tę pełni Święty Mikołaj (którego pierwowzorem była jednak autentyczna postać), ale w zależności od regionu może być to: Dzieciątko (Górny Śląsk), Aniołek (Galicja i Śląsk Cieszyński) lub Gwiazdor (Wielkopolska, Kujawy, Pomorze). Wśród Polaków na Kresach Wschodnich może być to także Dziadek Mróz,
- (pierwsza) gwiazdka,
- karp,
- makówki,
- kutia,
- barszcz z uszkami,
- pierogi z grzybami,
- piernik,
- kutia,
- ciapkapusta (Śląsk),
- moczka (Śląsk),
- siemieniotka (Małopolska, Śląsk, Wielkopolska),
- kompot z suszonych owoców (śliwki, jabłka, gruszki),
- makiełki,
- ryba po grecku (ryba pokryta gotowaną, potartą marchewką).

Katolicyzm, prawosławie i protestantyzm (anglikanizm, luteranizm) to różne gałęzie tej samej religii chrześcijańskiej. W każdym wyznaniu Boże Narodzenie obchodzi się trochę inaczej niż w rzymskim katolicyzmie, który w Polsce jest najbardziej rozpowszechniony.

### Katolicyzm
W Kościołach katolickich Boże Narodzenie jest drugim co do ważności świętem po Wielkanocy, obchodzonym 25 i 26 grudnia. Obchód świąt poprzedzony jest przygotowawczym okresem Adwentu. Świętowanie Narodzenia Pańskiego rozpoczyna się po zmroku 24 grudnia, w wigilię Bożego Narodzenia. Wówczas wierni spożywają wieczerzę wigilijną, dzielą się opłatkiem, składają sobie życzenia, śpiewają kolędy, obdarowują się prezentami i czytają Ewangelię mówiącą o Narodzeniu Chrystusa. W okolicy północy w kościołach odprawiana jest uroczysta Msza święta – Pasterka. 25 grudnia wierni spożywają uroczysty obiad i odwiedzają się wzajemnie. 26 grudnia obchodzony jest drugi dzień uroczystości Bożego Narodzenia, wspomina się wówczas św. Szczepana pierwszego Diakona i Męczennika. W wielu parafiach istnieje zwyczaj poświęcania owsa. Po tych dniach do 1 stycznia trwa oktawa świąt Bożego Narodzenia. W tym czasie kolędnicy odwiedzają domostwa, a kapłani rozpoczynają czas wizyt duszpasterskich, potocznie zwanych kolędą. Liturgiczny okres Bożego Narodzenia kończy się w niedzielę Chrztu Pańskiego, przypadającą po uroczystości Objawienia Pańskiego (Trzech Króli). Polska tradycja dopuszcza możliwość śpiewania kolęd do święta Ofiarowania Pańskiego – 2 lutego.
Katolicy dekorują swoje mieszkania, miejsca pracy, urzędy i kościoły różnymi motywami bożonarodzeniowymi. Strojona jest choinka, ubierany żłóbek. W wielu miejscach odgrywane są jasełka, śpiewane są kolędy i pastorałki.

#### Mariawityzm
Mariawici są oryginalnie polskim wyznaniem religijnym, wyrosłym z Kościoła rzymskokatolickiego na przełomie XIX i XX wieku na ziemiach zaboru rosyjskiego. W swoich zwyczajach bożonarodzeniowych przechowali wiele cennych tradycji z tamtego okresu i pielęgnują je nadal.
Oprócz dekorowania choinek i szopki w kościołach, szczególnie zabiega się o bogate przystrojenie ołtarzy, gdzie przechowywany jest Przenajświętszy Sakrament. Mariawici szczególnie akcentują przyjście Chrystusa w Eucharystii. Sakrament Ołtarza jest bowiem przedłużeniem tajemnicy Wcielenia Syna Bożego.
Rano, w wigilię Bożego Narodzenia sprawowana jest specjalna Msza wigilijna, w której udziela się radość ze zbliżającej się uroczystości. Po zachodzie słońca wierni zasiadają do wieczerzy wigilijnej, która u mariawitów ma charakter postny. W Kościele Katolickim Mariawitów wieczerza rozpoczyna się od sprawowania Mszy świętej ludowej i przyjęcia Komunii świętej. W Kościele Starokatolickim Mariawitów wierni tradycyjnie dzielą się opłatkiem, a na stołach płonie świeca Wigilijnego Dzieła Pomocy Dzieciom. Łamanie się opłatkiem, wykonanym z takiej samej materii, co komunikanty konsekrowane podczas każdej Mszy świętej, stanowią figurę Eucharystii. Z reguły senior rodziny, po przeczytaniu fragmentu Ewangelii o narodzeniu Chrystusa i po odmówienia Modlitwy Pańskiej, Pozdrowienia Anielskiego, małej doksologii i Składu Apostolskiego, składa życzenia swojej rodzinie. Łamie się opłatkiem z każdym jej członków, co jest znakiem pojednania. Podobnie podczas liturgii mszalnej, podczas konsekracji, kapłan wypowiadając słowa ustanowienia: Tobie dzięki czyniąc, błogosławił, łamał i rozdawał Swoim uczniom, zwiastuje pojednanie ludzi z Bogiem przez Chrystusa, narodzonego w Betlejem, mieście chleba. Polskim zwyczajem jest spożywanie 12 potraw postnych oraz pozostawienie pustego talerza dla gościa, który może zawitać do domu. Szczególnie popularną wśród mariawitów potrawą wigilijną jest zupa z suszu owocowego, zwana w niektórych rejonach potocznie zupą mariawicką.
W liturgii mariawickiej święta Bożego Narodzenia trwają przez trzy dni od 25 grudnia do 27 grudnia.
W wielu parafiach świętowanie rozpoczyna się w nocy z 24 na 25 grudnia od uroczystej jutrzni bożonarodzeniowej, podczas której śpiewane jest inwitatorium: Chrystus nam się narodził, pójdźmy adorujmy Go, hymn: Słowo Wcielone Boski cud, liczne psalmy, Ewangelie mówiące o Narodzeniu Chrystusa, antyfona maryjna Dziewicza Zbawiciela Matko i hymn: Ciebie Boga chwalimy. Po jutrzni odprawiana jest uroczysta Pasterka. W pierwszy dzień świąt Bożego Narodzenia Msze Święte sprawowane są według trzech różnych formularzy mszalnych nawiązujących do hołdu aniołów, pasterzy i mędrców, stąd nazwy Mszy: Anielska o północy, Pasterska o świcie i Królewska sprawowana w południe. Po południu odprawiane są nieszpory o Przenajświętszym Sakramencie, z bożonarodzeniowym hymnem i antyfonami.
W drugi dzień świąt na wspomnienie św. Szczepana w niektórych parafiach istnieje zwyczaj obrzucania się owsem, orzechami lub cukierkami. Tradycja ta szczególnie jest żywa w diecezji śląsko-łódzkiej. Gdy z chóru zrzucane są orzechy, ich twarda łupina pęka, gdy uderzają z hukiem o podłogę. Podobnie i każdy kamień, który uderzył św. Szczepana, w sposób duchowy się rozpadł, by to, co obumarłe, mogło zaowocować. Każdy kamień (czyli zło), które uderza w Kościół (czyli wspólnotę wszystkich wiernych) musi się rozpaść (czyli zostać zniweczone). To co przynosi śmierć duchową, zostaje przemienione w błogosławieństwo. Kamień zaczyna owocować – nie jest kamieniem śmierci, ale Kamieniem Węgielnym. Z niego wychodzi nowe życie.
Trzeciego dnia świąt, 27 grudnia, mariawici wspominają św. Jana Apostoła i Ewangelistę, na pamiątkę nieudanej próby otrucia świętego zatrutym winem, kapłani błogosławią wino i dają wiernym do spożycia. Śpiewana jest wówczas kolęda: Mesyjasz przyszedł, mówiąca o cudzie przemiany wody w wino w Kanie Galilejskiej. Według Tradycji św. Janowi podano kielich z zatrutym winem, aby w ten sposób zabić ucznia Chrystusa. Święty Jan, pobłogosławiwszy kielich, wypił wino, lecz nie umarł. Poświęcone wino i jego spożywanie przez wiernych ma skutkować ochroną duszy i ciała przed zasadzkami złego ducha. Jest też widzialnym znakiem miłości.
Między 24 grudnia a 6 stycznia trwa czas Godów Bożonarodzeniowych, czyli 12 świętych dni i nocy, w których szczególnie akcentuje się rolę przyjścia Chrystusa na świat. Po uroczystości Objawienia Pańskiego rozpoczyna się okres wizyt duszpasterskich, zwanych kolędami, podczas których kapłani poświęcają domy wiernych.
Liturgiczny okres Bożego Narodzenia trwa 40 dni, do 2 lutego – uroczystości Oczyszczenia Najświętszej Maryi Panny i Ofiarowania Pańskiego, w tradycji polskiej zwanej świętem Matki Bożej Gromnicznej. W tym czasie śpiewane są kolędy, a kościoły przystrojone bożonarodzeniowymi dekoracjami. W parafiach odbywają się jasełka, spotkania choinkowe, podczas których dzieci otrzymują prezenty od św. Mikołaja, a także integracyjne spotkania opłatkowe dla wszystkich parafian.

### Prawosławie
Wyznawcy prawosławia Boże Narodzenie obchodzą na ogół 13 dni później niż katolicy. Korzystają bowiem z kalendarza juliańskiego zamiast gregoriańskiego. W niektórych państwach, w których stosowany jest kalendarz nowojuliański – np. w Grecji, Bułgarii, Rumunii, Wigilia jest 6 stycznia. Rozpoczyna się od dzielenia prosforą – małym pszennym chlebkiem z użyciem drożdży – przyniesionym z cerkwi. Popija się go łykiem święconej wody. Dopiero wtedy przystępuje się do jedzenia wigilijnych potraw. Zawsze musi być kutia. Zwyczajowo robi się ją z obtłuczonej pszenicy, słodu, maku, miodu i bakalii – różnych orzechów, rodzynków i innych dodatków. Tylko niekiedy na stole pojawia się karp. Świętowaniu towarzyszą kolędy, ale przede wszystkim jest to czas skupienia. Później, w nocy z 6 na 7 stycznia, wierni uczestniczą w kilkugodzinnych liturgiach, które są odpowiednikiem pasterki w kościele katolickim. Nabożeństwa w cerkwiach prowadzone są w języku cerkiewnosłowiańskim. Niekiedy trwają nawet kilka godzin.
W pierwszy dzień świąt grupy młodzieżowe rozpoczynają chodzenie po kolędzie. W cerkwiach nie ma zwyczaju ustawiania szopki. W widocznym miejscu umieszcza się natomiast odświętnie przystrojoną ikonę, przedstawiającą scenę narodzenia Jezusa.
Prawosławie występuje głównie w Rosji oraz w krajach wschodnich i południowo-wschodnich Europy. W Grecji i Rumunii jest religią zdecydowanie dominującą.

### Protestantyzm
Boże Narodzenie obchodzone w tym samym czasie i w podobny sposób jak w katolicyzmie. Jednak większy nacisk kładzie się na refleksję i osobiste przeżywanie tych świąt. W większości protestanckich domów ubiera się choinki, choć są i takie rodziny, które odżegnują się od tej tradycji, bo uznają, że nawiązuje ona do pogańskiego święta drzewka, obchodzonego przed wiekami na terenie dzisiejszych Niemiec. Istotnym symbolem jest za to adwentowy wieniec upleciony z gałązek świerku z czterema świecami. Zapala się je w cztery niedziele poprzedzające Boże Narodzenie. W Wigilię najpierw odczytuje się fragmenty Pisma Świętego, a następnie odmawia się modlitwę dziękczynną. Po złożeniu sobie życzeń zasiada się do kolacji. Potrawy nie są postne. Na stołach króluje pieczona gęś. Są też prezenty, ale o północy nie ma pasterki. W poszczególnych domach te święta różnią się szczegółami, tym bardziej że protestanci mieszkają w wielu czasem bardzo odległych od siebie krajach. Są w Europie Zachodniej, Skandynawii, Afryce, Australii i obu Amerykach.

#### Anglikanizm
Dominuje w Wielkiej Brytanii. Na Boże Narodzenie mówi się Christmas. Święta zaczynają się już pod koniec listopada. Wtedy Brytyjczycy stroją swoje domy i mieszkania. W tym czasie na ulicach miast pojawiają się kolędnicy. Wigilii się nie obchodzi. Święta zaczynają się rankiem 25 grudnia. Wtedy dzieci odkrywają prezenty włożone przez Mikołaja do dużych czerwonych skarpet zawieszonych przy kominku. Około południa rodziny zasiadają do wspólnego obiadu. Główne danie to pieczony indyk nadziewany warzywami. Na deser jest specjalny pudding, tradycyjnie robiony z 13 składników symbolizujących Jezusa i 12 apostołów. Tego samego dnia o godzinie 15:00 monarcha wygłasza świąteczne orędzie, skierowane zarówno do Brytyjczyków, jak i mieszkańców innych Commonwealth realms. Zwyczaj ten zapoczątkowany został przez króla Jerzego VI w 1932 roku. W święta stroi się choinkę, śpiewa kolędy i zawiesza jemiołę, która uchodzi za roślinę magiczną.
26 grudnia to tzw. Boxing Day – dzień spotykania się z przyjaciółmi na różnych przyjęciach. Jego nazwa pochodzi od dawnego zwyczaju dawania „świątecznych pudełek” służącym. Do dziś tego dnia Brytyjczycy obdarowują osoby ubogie.

#### Luteranizm
Spotykamy się z nim w Niemczech, Szwecji, Danii, Finlandii, Norwegii, USA, Etiopii, Tanzanii, Indonezji i na Madagaskarze. Przygotowania do świąt zaczynają się dość wcześnie. Szczególnie uroczyście obchodzony jest Dzień Świętej Łucji – 13 grudnia – kiedy to na ulicach miast gromadzą się tłumy przebieranych dzieci. W dzień poprzedzający Wigilię rodziny spotykają się na wspólnym poczęstunku, gdzie głównym daniem jest chleb maczany w specjalnym sosie. Wigilia nie jest postna. Jedyną bezmięsną potrawę stanowi ryba. Po kolacji rozpakowuje się prezenty, śpiewa i tańczy.

## Symbolika świątecznego wystroju
| Symbolika                  | Szczegóły |
| -------------------------- | --- |
| Anioły lub anielskie włosy | Istoty opiekujące się domem i domownikami. |
| Choinka                    | Zwyczaj ubierania choinki przybył do Polski z Niemiec na początku XIX wieku. Symbolizuje życie i witalność. |
| Dzwonki                    | To symbol dobrej nowiny. |
| Gwiazda                    | Symbolizuje narodzenie Chrystusa. Wskazywała drogę Trzem Królom. Uważano, że gwiazda zawsze pokazuje drogę do domu. |
| Gwiazda betlejemska        | Wilczomlecz nadobny, znany również jako poinsecja. Na całym świecie jest kojarzony ze Świętami Bożego Narodzenia. Kształt płatków symbolizuje biblijną Gwiazdę Betlejemską. Powszechnie przyjmuje się, że wilczomlecz przynosi szczęście. |
| Jabłko                     | Symbol dobra i zła, grzechu pierwszych rodziców. Pierwotnie było wieszane na choince, później zostało zastąpione przez bombki. |
| Jemioła                    | Kwitnie w okresie przesilenia zimowego, dlatego uznaje się za symbol ponownych narodzin, życia duszy po śmierci ciała. Jemioła wieszana nad wigilijnym stołem miała przynieść dostatek i sprawić, że składane życzenia się spełnią. Z kolei wieszania nad drzwiami miała bronić przed złymi mocami i chorobami oraz sprowadzać do domu życzliwe osoby. Pod jemiołą już za dawnych lat można było się bezkarnie całować. Po każdym pocałunku mężczyzna powinien zerwać po jednym owocu, a po zerwaniu ostatniego miał otrzymać dar płodności. |
| Łańcuchy                   | Symbol grzechu, a w czasach zaborów – zniewolenia. W niektórych regionach uważano, że łańcuchy uosabiają więzy rodzinne. |
| Orzechy                    | Miały zapewnić siłę i zdrowie w nadchodzącym roku. Jedzenie ich miało chronić przed bólem zębów. |
| Podłaźniczka               | Wierzchołek sosny lub świerku przywiązywany do sufitu i obwieszany ozdobami. Zwana także jutką, sadem, wiechą lub bożym drzewkiem. Miała zapewnić zdrowie i uchronić domowników od nieszczęść, a pannom zapewnić szybkie i szczęśliwe małżeństwo. |
| Prezenty                   | Święta obchodziny na pamiątkę Chrystusa, który jest Darem Bożym. To czas przesycony religijną symboliką i związany z ideą dawania, która przekłada się na tradycję przekazywania sobie prezentów. Jest to także nawiązanie do darów złożonych przez Trzech Króli. |
| Sianko                     | Garść siana położona pod obrusem symbolizuje ubóstwo i żłóbek, w którym przyszedł na świat Jezus Chrystus. |
| Słodycze                   | Symbolizują radość i szczęście. |
| Snop zboża                 | Zwany tak że diduchem. Jeszcze w XIX wieku w rogu izby stawiano snop zboża przywiązany wstążką. Miał zapewnić urodzaj i dobrobyt w nadchodzącym roku. |
| Szopka                     | Przedstawia scenę Narodzenia Pańskiego. W Polsce tradycja stawiania szopek zapoczątkowana została pod koniec XIII w. przez franciszkanów, którzy wówczas osiedlili się w Polsce. Jej pierwowzorem były wystawiane w kościołach jasełka, którymi zwano wówczas nieruchome figury oddające pokłon Dzieciątku. Później mianem tych zaczęto określać również odgrywanie widowiska przedstawiające sceny Bożego Narodzenia. Miało to służyć pogłębianiu religijności i pobożności wiernych.                                                       |
| Światy                     | Przestrzenne kule wykonane z białych lub kolorowych opłatków. Symbolizują kulę ziemską. |
| Świeca                     | Zwyczaj przywędrował do Polski z Holandii, gdzie w Wigilię zaplanowano przed domem świecę lub lampion. Ma być znakiem zaproszenia Maryi i Józefa, aby Jezus mógł się także narodzić w naszym domu. W Polsce świecę zapala się na wigilijnym stole. |

Źródła:.

## Święta religijne zbieżne czasowo z Bożym Narodzeniem
Obrzędy związane z przesileniem zimowym obchodzono już w epoce kamienia (tak przynajmniej sugerują niektóre teorie dotyczące przeznaczenia kamiennych kręgów megalitycznych, które jakoby umożliwiały przewidywanie zmian w przyrodzie). Na Słowiańszczyźnie, we wczesnym średniowieczu, przesilenie zimowe było obchodzone prawdopodobnie pod postacią darów składanych Welesowi, u Germanów Odynowi.
W dniach od 17 do 24 grudnia w Rzymie obchodzono Saturnalia – święto ku czci Saturna. Okres ten, przypadający w okolicy przesilenia zimowego (w starożytności wypadało to 24 grudnia), był czasem zabawy i obdarowywania się podarkami. Z czasem połączono to święto z obchodami Nowego Roku. Saturnalia obchodzono także w czasach późnego cesarstwa pod zmienioną nazwą – Brumalia (przy zachowaniu większości wcześniejszych tradycji).
Innym świętem „pogańskim” był perski kult Mitry, szlachetnego bóstwa słońca, który narodził się w ubogiej grocie. Ono również przypadało w okresie przesilenia zimowego, 25 grudnia, który to dzień był dniem jego narodzin.
U schyłku Cesarstwa Rzymskiego, za panowania cesarza Aureliana, powstał nowy kult synkretyczny, łączący w sobie elementy mitraizmu, kultu El Gabala i bóstwa solarnego Sol. Obchodzone 25 grudnia, święto ku czci Sol Invictus, było świętem państwowym i pierwszy raz jest poświadczone źródłowo w roku 354. Kościół pod koniec IV wieku przepisał w tym dniu obchodzenie świąt Bożego Narodzenia. Apologeci chrześcijańscy zauważają, że Hipolit już w datowanym na 204 Komentarzu do Księgi Daniela (4,23,3) pisał: „Pierwsze przyjście Pana naszego wcielonego, w którym narodził się w Betlejem miało miejsce ósmego dnia przed kalendami styczniowymi”, podczas gdy 25 grudnia został ustanowiony przez cesarza Aureliana świętem narodzenia niezwyciężonego słońca dopiero w 274.